# Maxine Schulze
Maxine Victoria Schulze (* 13. April 1989) ist eine deutsche Schauspielerin, vor allem als Darstellerin in Film- und Fernsehproduktionen.
Nach Auftritten in Fernsehserien wie Hallo, Onkel Doc!, Praxis Bülowbogen, Gute Zeiten, schlechte Zeiten und Für alle Fälle Stefanie, spielte sie 2005 in dem preisgekrönten Fernsehfilm Suche Mann für meine Frau die Rolle der Nele Nagel. Es folgten weitere Filmengagements, wie beispielsweise die ARD-Produktion Spur und Partner, ehe ihr eine Nebenrolle in der Comedy-Fernsehserie Bei Krömers angeboten wurde. 